# サカリ・オラモ
サカリ・オラモ（Sakari Markus Oramo、1965年10月26日 -  ヘルシンキ）は、フィンランドの指揮者。

## 略歴
シベリウス音楽院でヴァイオリンを学び、17歳でアヴァンティ室内管弦楽団の創設に参加する。その後、フィンランド放送交響楽団のコンサートマスターを務める。1989年から3年間、シベリウス音楽院の指揮者ヨルマ・パヌラのクラスに在籍した。1993年、フィンランド放送交響楽団の指揮者が病気のため公演の直前にキャンセルし、代役として指揮台に立った。この成功により、同交響楽団の副常任指揮者の1人となった。
1999年、バーミンガム市交響楽団の音楽監督に就任(～2008年）、2003年5月、同交響楽団が主催するフルーフ音楽祭の芸術監督を務めた。同年6月、バーミンガムの中央イングランド大学から名誉博士号を授与された。同年9月、フィンランド放送交響楽団の首席指揮者に就任した(～2012年）。2006年よりフィンランドのコッコラ歌劇場の首席指揮者、2008年よりストックホルム・フィルハーモニー管弦楽団首席指揮者(～2021年)、2013年よりBBC交響楽団首席指揮者を務める。